# Jive Jones
Jive Jones, artiestennaam van Denny Kleiman (Miami, 30 augustus 1980) is een Amerikaans zanger, songwriter en gitarist. Zijn stijl werd vergeleken met Prince en Lenny Kravitz.

## Biografie
Jive Jones was actief als liedjesschrijver voor artiesten als Mandy Moore, Anastacia en Biohazard. In 2001 startte hij zelf een carrière als zanger en viel hierbij vooral op door zijn blauwgeverfde haar en nagels. In 2002 bracht hij zijn debuutalbum Me, myself & I uit, met zowel akoestische nummers als popnummers. Het titelnummer van dit album werd een hit in Nederland en ook de tweede single I belong werd een bescheiden succes in de hitlijsten.
Jive Jones woont in New York.